# Neculai Chivu
Neculai Chivu (n. 18 iulie 1938) este un fost deputat român în legislatura 1992-1996, ales în județul Galați pe listele partidului PDSR.